# ボリス・クカーキン
ボリス・クカーキン（Борис Васильевич Кукаркин, Boris Vasil'evich Kukarkin、1909年10月30日 - 1977年9月15日）は、ソビエト連邦の天文学者である。

## 生涯
モスクワ大学の教授を長らく務めた。変光星と恒星系の構造の専門家であり、パーヴェル・パレナゴとともに『変光星総合カタログ』（GCVS:General Catalogue of Variable Stars）を編纂し、1948年に第1版を出版している。
また、ソビエト科学アカデミー天文委員会副委員長（1947年 - 1960年）、国際天文学連合（IAU）副会長（1955年 - 1961年）、IAU第27委員会委員長（1951年 - 1958年）など、学界の要職を務めた。
小惑星 (1954)クカーキンは、クカーキンをしのんで1980年に命名された。